# أنطوني بيتشسناك
أنطوني كشيشتوف بيتشسناك, (بالبولندية: Antoni Krzysztof Piechniczek) (مواليد 3 مايو 1942) هو لاعب كرة قدم. يلعب مع منتخب بولندا لكرة القدم.

## روابط خارجية
- أنطوني بيتشسناك على موقع قاعدة بيانات كرة القدم.إي يو (الإنجليزية)
- أنطوني بيتشسناك على موقع ناشيونال فوتبول تيمز (الإنجليزية)